# Megadimension Neptunia VII
Megadimension Neptunia VII (新次元ゲイム ネプテューヌVII Shin Jigen Game Neptune Victory II, "New Dimension Game Neptune Victory II" in Japan) (新次元ゲイム ネプテューヌVII Shin Jigen Game Neptune Victory II, "New Dimension Game Neptune Victory II" in Japan) là một trò chơi điện tử thuộc series game nhập vai Hyperdimension Neptunia, được phát hành cho PlayStation 4 và Microsoft. Trò chơi được phát hành vào ngày 23 tháng 4 năm 2015 ở Nhật Bản, tháng 2 năm 2016 ở Bắc Mỹ, ngày 12 tháng 2 năm 2016 và phiên bản cho Windows vào tháng 5 năm 2016.

## Gameplay
Trò chơi có một hệ thống chiến đấu mới với một cấu trúc combo khác so với các bản trước, mặc dù một số điểm tương đồng vẫn còn tồn tại. Gameplay nhấn mạnh vào vị trí của các nhân vật. Mỗi nhân vật nữ thần có một "Next Form", đó là một sự chuyển đổi bổ sung của dạng nữ thần của họ; hình dạng này thay đổi phong cách chiến đấu. Trận chiến là một hệ thống tổ đội bốn thành viên "Đánh theo lượt".
Khi đến lượt của người chơi, họ chỉ có thể điều khiển nhân vật của lượt đó và di chuyển tự do theo thể lực của nhân vật trong trận chiến.

### Hội
Hội nằm ở thủ đô của mỗi quốc gia, người chơi có thể chấp nhận yêu cầu từ người khác nhau như Nhiệm vụ. Để hoàn thành nhiệm vụ, thực hiện các nội dung của các nhiệm vụ, sau đó báo cáo lại cho Hội. Bằng cách hoàn thành nhiệm vụ, bạn sẽ nhận được item và tiền, cũng như shares của mỗi quốc gia.

## Nội Dung
Trò chơi được chia thành ba chương riêng với những câu chuyện khác nhau đối với mỗi chiều không gian, mỗi với một tiêu đề duy nhất:
Zerodimension Neptunia Z: Hoàng hôn của sự tuyệt Vọng CPU
Với thời đại của hòa bình ở Gamindustri, Neptune, cầm quyền Console Patron Unit (CPU) và Nepgear, em gái cô và là một CPU Candidates của Planeptune tiếp tục cuộc sống của họ trong sự lười biếng trong khi bỏ ngoài tai lời cảnh báo từ nhà tiên tri của họ, Histoire, rằng thế giới đang bước vào thời kì 'Chuyển Đổi CPU' lúc mọi người mất ưu tín và lật đổ các CPU của họ để ủng hộ CPU mới. Tuy nhiên, trước khi Neptune, và Nepgear có thể chuẩn bị, họ tình cờ tìm thấy một console cũ, khi kích hoạt, cả hai bị kéo đến một chiều không gian khác; Zero Dimension.
Khi khám phá ra chiều không gian mới này là một vùng đất hoang tàn phá nơi sinh sống của quái vật, cả hai đều ngạc nhiên khi tìm thấy một người sống sót, Tennouboshi Uzume, cũng là một CPU. Neptune và Nepgear biết rằng, giống như Uzume, họ không thể biến đổi để moẻ khoá sức mạnh thực sự của họ trong thế giới này do sự vắng mặt của Shares (niềm tin của mọi người) và vì vậy cuộc hành trình của cả ba là tìm những mảnh sức mạnh được gọi là Tinh thể Shares mà sử dụng để trao quyền cho mình đủ sức mạnh để đòi lại vùng đất từ những con quái vật xâm lược.
Neptune và Nepgear học hỏi từ Umio; Cá mặt người, bạn của Uzume, Uzume có khả năng độc nhất có thể kích hoạt khi cả nhóm cần chúng nhất, và rằng cô cũng là một người mất trí nhớ, không nhớ gì về chính bản thân hoặc thiên tai đã phá hủy thế giới của cô, nhưng tin rằng đó là do thực thể khổng lồ gọi là Dark Purple gây ra. Khả năng của Uzume sớm bắt đầu mang lại lợi ích cho nhóm bằng cách cấp cho họ Shares từ những con quái vật thân thiện, thức ăn, và cuối cùng là khả năng phong ấn Dark Purple trong một chiều không gian bỏ túi; Sharing Field, nơi mà cả nhóm có thể đánh bại thứ ấy.
Nepgear bắt đầu sửa chữa một thiết bị vận chuyển để gửi mình và Neptune và nhà nhưng cơ sở bị tấn công bởi Arfoire, một mụ phù thủy có sự mạnh giống CPU mang trong ham muốn hủy diệt. Neptune đã thành công trong việc dịch chuyển về nhà, nhưng Nepgear, theo phản xạ, nhảy ra ngoài để cứu Uzume khỏi lực lượng của Arfoire. Điều này khiến cả hai từ bỏ bài viết của họ và rút lui. Trở về nhà, Neptune thấy Histoire bất lực vì cô là một dạng sống nhân tạo đang quá tải do cô phải liên kết hai chiều không gian để mang Neptune về nhà. Với kiến thức từ các CPU khác, Neptune bắt đầu tìm một hiện vật cổ đại thuộc về CPU ban đầu của Planeptune có thể khởi động lại và nâng cấp Histoire. Neptune mua lại vật phẩm từ một hầm ngục ẩn và bắt đầu khôi phục lại Histoire, hy vọng cô có thể mang Nepgear về nhà.
Trong khi đó, ở Zero Dimension, Nepgear và Uzume cố gắng tập hợp lại căn cứ của Uzume nhưng bị chặn lại bởi Arfoire. May mắn thay, cả hai có thể đánh bại và bắt mụ với sự hỗ trợ từ older Neptune. old Neptune tiết lộ rằng cô là một du khách xuyên không đến từ một Planeptune dưới sự cai trị của Plutia (một người bạn thân từ game trước), người đã đến Zero Dimension với sức mạnh của Croire (một nhân vật phản diện, cũng từ trò chơi trước đó) sau khi bắt được, mặc dù Croire đã thoát khỏi sau đó.
Arfoire tìm cách trốn thoát bằng cách điều khiển nhóm và theo dõi Croire, kết quả là một liên minh đáng gờm mới ra đời. Cả nhóm không thể đánh bại Arfoire, người đã đánh cắp sức mạnh từ Croire để tăng cường sức mạnh của riêng mình, nhưng đã giành lại thành công Croire. Với khả năng tăng cường của mình, Arfoire giải phóng Dark Purple từ không gian bỏ túi và kết hợp với nó, mặc dù cả nhóm có thể tái phong ấn bằng cách tăng sức mạnh của Uzume với shares của Planeptune, tạo ra một cổng thông tin chiều ngang trong quá trình. Neptune quay trở lại nhóm thông qua cổng thông tin và hỗ trợ cả nhóm trong việc tiêu diệt vị thần khổng lồ, mặc dù tính chất tự nhiên của cổng thông tin khiến Neptune và Nepgear trở về nhà sau trận chiến, và tạm biệt người bạn mới của họ là Uzume. Uzume và Umio có kế hoạch xây dựng lại thế giới của họ, mặc dù số phận của older Neptune không được đề cậy đến.
Hyperdimension Neptunia G: Các nhà Lãnh đạo Vàng kim, Các Tái thiết gia của Gamindustri
Vài ngày sau, các CPU tổ chức một cuộc họp để thảo luận về giai đoạn chuyển đổi CPU hiện đang diễn ra một cách gay gắt. Lừa đảo vu khống gây ô nhiễm cho các phương tiện truyền thông và thông tin internet liên quan đến các CPU, dẫn đến việc Shares biến mất ở một tốc độ đáng báo động. Các CPU đồng ý làm việc cùng nhau để đoàn kết Gamindustri và lấy lại niềm tin của người dân bằng cách tổ chức một lễ hội kéo dài một tuần. Lễ hội chứng tỏ thành công phần lớn cho đến ngày cuối cùng khi các CPU tổ chức một giải đấu chiến đấu giao hữu. Giải đấu bị gián đoạn bởi một nhóm bí ẩn được gọi là Gold Third, những người thách thức và nhanh chóng đánh bại các CPU. Sau thất bại nhục nhã của họ, thế giới bị nhấn chìm trong một ánh sáng trắng.
Các CPU thức tỉnh vài ngày sau đó trong quốc gia của mình chỉ để thấy rằng người dân đã lãng quên họ, và mỗi tròn bốn thành viên của Gold Third bây giờ nắm quyền bốn quốc gia. Mỗi CPU quay trở lại Basilicoms tương ứng của họ (Trụ sở CPU) theo sau là các CPU Candidates vì để đánh giá tình hình của mỗi quốc gia. Mặc dù họ cố gắng giữ liên lạc bằng điện thoại di động, nhưng mạng không ổn định. Những con quái vật kì lạ cũng đã được báo cáo trên khắp Gamindustri, cũng như bốn tòa tháp vàng bí ẩn..
Neptune đoàn tụ với người bạn cũ của mình IF; một đặc vuh của hội, và theo cô ấy trên một nhiệm vụ điều tra một tổ chức tội phạm mới bí ẩn được gọi là AffimaX. IF cố gắng cắt đuôi Neptune vì đã quên cô hoàn toàn, mặc dù ký ức của cô trở lại khi Neptune cứu cô khỏi Arfoire, người được tiết lộ đã sống sót và trốn thoát khỏi Zero Dimension. Cả hai đánh bại Arfoire, tuy nhiên cô được cứu bởi Steamax; một ninja cyborg từ AffimaX. Hai người trở về Planeptune khi một số ít công dân lấy lại ký ức của họ, bao gồm cả người bạn khác của Neptune Compa; một y tá địa phương. Cả ba đến Basilicom nơi Histoire chào đón họ về nhà và tiết lộ rằng B-Sha từ Gold Third là một lãnh đạo nhưng thậm chí còn lười biếng hơn Neptune, và cũng rất sợ quái vật.
Histoire đề nghị Neptune và B-Sha cai trị Planeptune cùng nhau, với B-Sha trị an thành phố và Neptune giết số lượng quái vật ngày càng tăng bên ngoài. Sau đó, cả nhóm bắt được linh vật chuột Warechu; một kẻ trộm từ AffimaX và console cũ, người được thẩm vấn thông tin về AffimaX. Trong lúc bị 'đánh bại' bởi Compa, Warechu tiết lộ tên của một số thành viên AffimaX, bao gồm cả chính mình, Arfoire, Steamax và lãnh đạo của họ, nhà tư bản Tướng Quân Affimojas. Steamax xâm nhập vào Basilicom, giải thoát Warechu và đánh cắp Dreamcast. Cả nhóm đuổi theo và đánh bại Steamax, nhưng buộc phải hợp lực với anh ta để ngăn chặn một Warechu và B-Sha bị tẩy não đang tấn công Planeptune, mặc dù Steamax trốn thoát với Dreamcast sau trận chiến.
Steamax, sử dụng cái tên 'Jiro', gặp Uni lần đầu và thích cô ấy. Sau khi bị một giọng nói bí ẩn thuyết phục K-Sha loại bỏ Uni khỏi mối quan hệ của họ, K-Sha thách đấu Uni để chiến đấu đến chết tại goldon tower với Noire là giải thưởng. Tại tòa tháp, K-Sha tiết lộ sự thật rằng cô ấy là thành viên thứ ba của Gold Lastation và cũng yêu Noire. Noire thay người em và chiến thắng, cứu K-Sha, kết quả là cả hai đồng ý làm bạn. Sau đó, tòa tháp bị tấn công bởi The Order, hy vọng sẽ cắt đứt nguồn năng lượng của K-Sha; viên pha lê ở tầng trên cùng. Cả ba đánh bại The Order nhưng Uni bị đầu độc bởi vũ khí hóa học. K-Sha cứu mạng Uni bằng cách tạo ra một loại vắc-xin từ máu của chính mình, nhưng lại trở nên thù địch một lần nữa và bị đánh bại một lần nữa. Nhận ra sức mạnh của cô đang khiến cô phát điên, K-Sha phá hủy viên crystal và cả ba đồng ý cố gắng trở thành bạn bè lần nữa.
Ở Lowee, Blanc được cứu thoát khỏi một con quái vật bởi C-Sha của Gold Third. C-Sha tuyên bố cô không có ký ức về trận chiến trước đó của họ và nói với Blanc về hệ thống cấp bậc khắc nghiệt ở Lowee và luật du lịch và việc làm bị hạn chế. Blanc tham gia C-Sha và trở thành một thợ săn và giúp đỡ các công dân đang gặp khó khăn trong khi tìm kiếm đất các em của cô, Ram và Rom. C-Sha được tiếp cận bởi một chính trị gia tên là Azna=Leb và được giao nhiệm vụ ám sát Blanc, nhưng cô từ chối. Sau khi đoàn tụ với Rom và Ram trong một nhiệm vụ giải cứu, Blanc được tiếp cận bởi Azna=Leb và giao nhiệm vụ điều tra C-Sha sau những cáo buộc rắc rối chống lại cô. Blanc hỏi người bạn của mình và C-Sha xin lỗi về sự thật, rằng cô là thủ lĩnh thứ ba của Lowee và là nguồn gốc của sự bùng nổ quái vật khi sức mạnh của cô ngẫu nhiên giải phóng một màn sương đỏ không thể kiểm soát, triệu hồi quái vật theo ý muốn của cô.
C-Sha bị bắt bởi đặc vụ Azna=Leb mặc kệ sự phản kháng của Blanc về sự vô tội cô. C-Sha bị kết án vì tạo ra sương mù đỏ triệu tập một đội quân quái vật để tấn công Lowee, cho phép cô trốn thoát với sự giúp đỡ từ người bạn Financier của cô. Ram và Rom sơ tán người dân trong khi Blanc cố gắng ngăn chặn quái vật một mình. Khi tất cả hy vọng dường như mất, Financier đến với quân tiếp với Ram, Rom, C-Sha và Hunters Guild. Sau khi giải cứu Lowee, C-Sha đòi lại vị trí cai trị của cô và bắt giữ Azna=Leb người phụ trách trong sự vắng mặt của cô, và sau đó bãi bỏ các luật khắc nghiệt và hệ thống cấp bậc mà ông ta đặt ra. Sau đó, C-Sha trèo lên goldon tower của mình và phá hủy viên pha lê ở phía trên cùng để loại bỏ sức mạnh của mình và sương mù đỏ, nhưng thay vào đó lại bị sở hữu bởi sương mù. Sau khi Blanc, Ram và Rom đánh bại cô, bốn người trở lại nghĩa vụ của mình ở Lowee.
Vert, CPU của Leanbox, trở về nhà để học hỏi từ nhà lãnh đạo mới, S-Sha của Gold Third, rằng Leanbox đang bị tấn công bởi những kẻ xâm lược bên ngoài cũng như một đội quân quỷ. Vert ngay lập tức gia nhập quân đội để cứu Leanbox và được gửi đến tuyến đầu, nơi cô biết rằng toàn bộ quân đội của Leanbox đã bị xóa sổ bởi một lời nguyền biến họ thành lợn. Sau khi đánh bại một kẻ xâm lược bên ngoài; một robot chiến đấu được cho là từ Lastation, Vert được phái để đánh bại một kẻ xâm lược khác, nhưng thay vào đó gặp Nepgear, người đã hỗ trợ cô. Cùng nhau, cả hai đánh bại một robot chiến đấu khác mà Nepgear tiết lộ rằng trong được làm từ các bộ phận Lastation, nó thực sự được chế tạo ở Leanbox.
Hai người trở về S-Sha để đề xuất một cuộc nổi loạn nội bộ nhưng S-Sha lạnh vai họ. Sau đó, Vert được một người phụ nữ tên là E-Sha liên lạc, người đã cầu xin cô dừng lịch trình của S-Sha. S-Sha hứa sẽ trả Leanbox cho Vert sau khi đánh bại vua quỷ, nhưng cô ấy biến mất ngay sau khi nhiệm vụ được hoàn thành. Cả nhóm theo cô đến goldon tower của Leanbox, được tiết lộ là nguồn sức mạnh của cô. Cả nhóm chiến đấu với các đồng đội của S-Sha, bao gồm cả older Neptune, người đã tiết lộ rằng cô đã gia nhập AffimaX. E-Sha biểu hiện như một nhân cách thay thế trong cơ thể của S-Sha mà S-Sha dự định tạo ra một lớp vỏ mới cho bằng cách hy sinh một triệu công dân Leanbox bị nguyền rủa.Older Neptune khiến nghi thức thất bại bằng cách đặt nhầm một con lợn và cả nhóm có thể thuyết phục S-Sha sống hòa hợp với E-Sha sau khi đánh bại cô trong trận chiến.
Với các quốc gia bây giờ hòa bình, Neptune lên đường với IF và Compa để đoàn tụ các CPU. Sau khi gặp Nepgear, Vert, Noire, Uni, Blanc, Ram và Rom, cả nhóm quay trở lại Planeptune để lên kế hoạch hành động tiếp theo của họ chống lại AffimaX. Các bên tìm hiểu vị trí của cơ sở hoạt động của AffimaX; một pháo đài trên không, họ đã xâm nhập thành công. AffimaX, tuy nhiên, bị giải tán, vì Affimojas từ chối đưa Dreamcast cho Arfoire, khiến cô rời đi với older Neptune. Affimojas cũng chối bỏ Steamax vì đã học được cảm xúc của mình cho Uni, mặc dù Steamax ở lại để bảo vệ người bạn lâu đời nhất của mình khỏi các CPU, nhưng chắc chắn biết là bị đánh bại. Affimojas có thể chống lại các CPU nhưng sau đó bị đánh bại bởi họ khi họ biến đổi thành 'Next Forrm'; một sức mạnh mới do Gold Third trao cho họ.
Heartdimension Neptunia H: Tam Kết: Trở Thành Huyền Thoại
Sau khi trở về Planeptune với Affimojas và Steamax, một cái hố sâu khổng lồ mở ra phía trên Gamindustri. Bốn CPU để khám phá một cách an toàn wormhole bằng cách điều hướng một mê cung ngoài chiều, theo sau với sự lo lắng của Nepgear và Uni. Sau khi nhận thấy một con quái vật ở trong mà Neptune nhận ra từ Zero Dimension, cô dừng lại trước bằng cách phá hủy lối đi bằng một vụ nổ. Đột nhiên, Uzume xuất hiện và triệu hồi Dark Purple, sau đó bắt cóc bốn CPU. Nepgear và Uni chứng kiến điều đó và trở về Histoire để lên kế hoạch cho một nhiệm vụ giải cứu. Histoire tiết lộ rằng các CPU đã được đưa đến Zero Dimension nhưng nhóm sẽ có thể theo dõi bằng cách sử dụng Dreamcast vì lối đi đã bị phá hủy trước đó. Sau khi tranh cãi với Nepgear, Uni, Ram, Rom, Compa và IF, bốn thành viên của Gold Third đồng ý tham gia nhiệm vụ giải cứu.
Trong Zero Dimension, cả nhóm thẩm vấn Uzume, người từ chối bất kỳ kiến thức nào về việc bắt cóc các CPU và gia nhập nhóm để hỗ trợ cho cuộc điều tra. Umio báo cáo một sự bất thường về phía đông bắc, nơi nhóm tìm thấy doppelganger của Uzume tiết lộ kế hoạch kết hợp Zero Dimension và Không gian Hyper (thực tại của Neptune) bằng cách sử dụng bốn goldon tower như một điểm neo, mà lao xuống và hủy diệt mọi thứ. Sau đó, Uzumi trốn thoát đến một không gian thứ ba; Heart Dimension, bằng cách mở một cổng thông tin. Cả nhóm đi theo cô qua cánh cổng nơi họ tìm thấy một thế giới phân mảnh được tạo ra từ ký ức và ước mơ. Nepgear, Uni và Uzume rời nhóm để nghỉ ngơi trong khi họ khám phá khu vực và giải cứu older Neptune khỏi Arfoire, và tiêu diệt cô ta một lần và mãi mãi.
Older Neptune hơn tiết lộ rằng cô là một điệp viên hai người đã gia nhập AffimaX để hỗ trợ cho nhóm từ bóng tối bằng cách dừng nghi thức của S-Sha và rời khỏi cổng thông tin mà doppelganger mở. Doppelganger, người lớn tuổi hơn Neptune đề cập đến một 'Kurome', ra lệnh cho Arfoire giết cô sau khi biết được sự thật. Với nhóm Neptune trở lại trong nhóm, nhóm khám phá Heart Dimension và biết rằng Kurome có sức mạnh để gây ra cả những cơn ác mộng và hạnh phúc giả, mà cô đang sử dụng nó để làm hỏng các CPU như trước đây đã từng làm với Affimojas và Gold Third. Cô cũng đã viết lại một phần thời gian để làm cho công chúng quên đi, và do đó làm suy yếu, các CPU, nhưng những Shares mới lại đang hủy bỏ các hiệu ứng của nó. Cả nhóm chứng kiến những tưởng tượng của CPU; Neptune muốn được khen ngợi và hạnh phúc của đất nước, Noire muốn trở thành một diễn viên lồng tiếng và thành công trong xã hội, Blanc muốn đầy đặn và Vert muốn những cô em gái ruột.
Cả nhóm theo dõi Kurome, người đã tiết lộ rằng cô là một tinh linh của Uzume thật; một CPU cũ của Planeptune, người đã tình nguyện bị phong ấn trong Heart Dimension bởi Histoire sau khi vô tình làm hại người của mình khi không kiểm soát được sức mạnh của mình. Ở đó, cô đã oán giận nhân loại, người đã tránh xa cô và trở thành một linh hồn lang thang, trong khi một mảnh sức mạnh của cô; lương tâm của cô, lấy một cuộc sống mới đã kết nối trong Zero Dimension, với tư cách là Uzume mới. Kurome sau đó giải phóng các CPU bị hỏng trên nhóm, những người cố gắng giết các chị em của mình, nhưng sau một trận chiến dữ dội, Uzume đã thành công trong việc hủy bỏ năng lượng tiêu cực kiểm soát tâm trí của Kurome bằng năng lượng Share. Kurome tiết lộ rằng sức mạnh ngày càng tăng của Uzume cũng tăng lên, cho phép cô thể hiện thể chất trong Hyper Dimension, khiến cho nhóm phải chiến đấu với người khổng lồ mới nhất của cô; Dark Green, người mà họ đã phong ấn thành công để tiêu diệt, cùng với một số bản sao CPU.
Một đoạn hồi tưởng cho thấy rằng Umio là một sự đầu thai của người yêu của Uzume, mặc dù anh không giữ lại ký ức về điều này. Các CPU Candidates và Gold Third theo dõi Kurome ở Hyper Dimension trong khi các CPU, IF, Compa và older Neptune vẫn ở trong Heart Dimension, nơi họ cố gắng đánh bại Kurome bằng cách phá hủy 'trái tim' của cô ta bằng năng lượng Share. Croire can thiệp và triệu hồi Dark White để tiêu diệt các CPU, mặc dù cả nhóm đã chiến thắng và chiếm lại Croire. Nhóm Hyper Dimension bị tấn công bởi Kurome trong một nỗ lực để chiếm đoạt Dreamcast, mà cô nói rằng có chứa một mảnh linh hồn của Uzume, mặc dù cả nhóm đánh bại Dark Black CPU của Kurome và đuổi Kurome trở lại Heart Dimension. Ở đó, hai bên tập hợp lại để tấn công Kurome, mặc dù Kurome hợp nhất với tất cả bốn Dark CPU để trở thành Dark Orange; Dark Dark cuối cùng, giờ đã đủ mạnh để vô hiệu hóa Sharing Field của Uzume.
Uzume có thể mở lại Sharing Field bằng cách rút năng lượng khỏi Share Crystal gốc; cuộc sống của cô và Kurome. Cả nhóm phá hủy thành công Dark Orange trong Sharing Field, mặc dù Kurome ra lệnh cho quái vật của mình tiêu diệt Hyper Dimension trước khi biến mất. Với Hyper Dimension đối mặt với sự hủy diệt, Uzume ra lệnh cho Nepgear và Neptune tiêu diệt Share Crystal ban đầu, nó sẽ tự xóa mình, Kurome, Zero / Heart Dimension và quái vật ở trong dó. Không có lựa chọn nào khác, Neptune và Nepgear làm theo để cứu thế giới của họ. Uzume giúp cả nhóm đủ thời gian để di tản bản thân và những con quái vật thân thiện, bao gồm cả Umio, trở lại Hyper Dimension.
Kết Thúc Thăng Hoa (Kết Thúc Bình Thường)
Zero / Heart Dimension biến mất và cả nhóm trở về nhà với trái tim nặng nề. Đoạn credits scenes tiết lộ rằng những con quái vật trong Heart Dimension không bao giờ tới được Hyper Dimension. Sau đó, Neptune và Nepgear được viếng thăm bởi tinh linh của Uzume, người hứa sẽ luôn dõi theo họ.
Kết Thúc Hồi Sinh (Kết Thúc Thật Sự)
Sau khi Zero / Heart Dimension biến mất và cả nhóm trở về nhà, Histoire tiết lộ rằng Uzume có thể được hồi sinh bằng năng lượng shares, nhưng có khả năng là Kurome sẽ được hồi sinh. Trong quá trình hồi sinh. Trong tâm trí của họ, hai CPU đấu tranh để quyết định ai sẽ được hồi sinh. Uzume chiến thắng và được hồi sinh, trong khi Zero / Heart Dimension được phục hồi.

## Nhân vật
- Tennouboshi Uzume (天王星うずめ, Mười'nōboshi uzume)/ Orange Heart lồng tiếng bởi: Honda Mariko[1] (Erica Lindbeck trong bản tiếng Anh): Nhân vật chính thứ hai và tính cách như tomboy bí ẩn bị chứng mất trí nhớ (đại diện cho Sega Dreamcast). Không giống như Neptune, tuy nhiên, cô ấy nghiêm túc và đơn giản nhưng cô ấy có mặt mơ màng của mình. Sau đó cô được tiết lộ là một CPU của Planeptune trong Zero Dimension, giống như Plutia trong Ultra Dimension. Sau đó, cô có khả năng biến thành Orange Heart. Trong khi là Orange Heart, tính cách của cô thay đổi từ tomboy và nghiêm túc thành nữ tính và trẻ con nhưng cô có thể nghiêm túc trong trận chiến dù sao, trái ngược với tính cách của Neptune thay đổi trong quá trình chuyển đổi thành Purple Heart. Cô mang một cái loa làm vũ khí mặc định của mình.
- Gold Third: (ゴールドサァド): Một nhóm gồm bốn thành viên cố gắng tiếp quản bốn quốc gia của Gamindustri trong Hyperdimension. Trong số đó là:
  - B-Sha: Đại Diện Cho Bandai-Namco. Một cô gái trẻ đóng vai anh hùng và yêu tiền nhưng lại sợ quái vật. Cô cai trị Planeptune.
  - K-Sha: Đại Diện Cho Konami. Một cô gái trẻ tham gia học viện quân sự của Lastation, trở nên tàn nhẫn khi cầm súng và yêu Noire. Cô cai trị Lastation.
  - C-Sha: Lãnh đạo của nhóm, đại diện cho Capcom. Cai trị Lowee, nhưng sau đó bị chính phủ tham nhũng của chính mình tra tấn.
  - S-Sha: Đại Diện Cho Square Enix. Cai trị Leanbox và cùng Vert làm nhiệm vụ, nhưng có một khía cạnh khác với cô ấy.
- Ankokuboshi Kurome: Nhân vật phản diện chính là mặt tối của Uzume và một trong những CPU đen tối. Mục đích chính của cô là hợp nhất mọi không gian và phá hủy chúng.

Nhân vật DLC
- Million Arthur: Đại diện cho một trò chơi thẻ bài f2p của Square Enix,  Million Arthur.
- God Eater: Đại Diện Cho God Eater.[13]
- Nitroplus: Đại Diện Cho Nitroplus.[14]

## Phát triển
Trò chơi được công bố lần đầu vào ngày 16 tháng 3 năm 2014 trong sự kiện "Game no Dengeki Kanshasai 2014" ở Akihabara, cũng như với Hyperdimension Neptunia U: Action Unleashed. Vào ngày 16 tháng 6 năm 2014 Compile Heart đã thông báo rằng trò chơi sẽ độc quyền trên PS4. Compile Heart ban đầu phát hành mỗi trong ba chương như các trò chơi riêng biệt, và kết quả là logo tiêu đề khác nhau đã được tạo ra cho mỗi câu chuyện riêng. Trò chơi được sản xuất bởi Mizuno Naoko, cùng với đạo diễn Onodera Shingo và thiết kế nhân vật Tsunako.

## VIIR
Vào ngày 12 tháng 3 năm 2017, Compile Heart tiết lộ Megadimension Neptunia VIIR sẽ dành cho PlayStation 4, có thêm chức năng PlayStation VR. Trò chơi sử dụng Silicon Studio's OROCHI 4  game engine và MIZUCHI rendering engine. Trò chơi được phát hành tại Nhật Bản vào ngày 24 tháng 8 năm 2017, ngày 8 tháng 5 năm 2018 phát hành ở Bắc Mỹ và châu Âu vào ngày 11 tháng 5 năm 2018.

## Tiếp nhận
Megadimension Neptunia VII đã nhận điểm trung bình là 71/100 trên Metacritic, và 70.00% trên GameRankings.
Trò chơi đã nhận được một điểm đánh giá là 32/40 bởi Famitsu. Marcus Estrada của Hardcore Gamer đánh giá 3 trong thang điểm 5 nói, "Megadimension Neptunia VII hơi mới mẻ, nhưng không đủ để hồi sinh series già côi này." CJ Andriessen từ Destructoid chấm 6.5/10 nói, "Megadimension Neptunia VII quyết định không sử dụng quá trình chuyển đổi sang phần cứng mới như một lý do để thử và mở rộng đối tượng của mình ngoài người chơi hiện tại."
Trò chơi bán 22,609 bản đĩa vật lý trong tuần lễ đầu tiên của phát hành ở Nhật Bản.